# Acantholeria cineraria
Acantholeria cineraria – gatunek muchówki z rodziny błotniszkowatych i podrodziny Heleomyzinae.
Gatunek ten opisany został w 1862 roku przez F. Hermanna Loewa jako Helomyza cineraria.
Muchówka o ciele długości od 4,5 do 5 mm. Czułki mają trzeci człon zaokrąglony. W chetotaksji tułowia występuje jedna para szczecinek śródplecowych leżąca przed szwem poprzecznym oraz jedna para szczecinek sternopleuralnych. Przedpiersie jest nagie. Kolce na żyłce kostalnej skrzydła są dłuższe niż owłosienie. Tylna para odnóży samca ma spodnią powierzchnię uda zaopatrzoną w rząd 7–12 silnych i kolcopodobnych szczecinek posterowentralnych, a golenie pozbawione wyrostków. U samicy powierzchnię przysadek odwłokowych porastają drobne, kolcowate szczecinki. U samca owe przysadki wykształcone są w formie lekko zakrzywionych płatów.
Owad znany z Hiszpanii, Niemiec, Szwajcarii, Austrii, Polski, Czech, Węgier, i Rumunii, Bułgarii, Rosji, Kaukazu i gór Tadżykistanu.